# 女はそれを許さない
『女はそれを許さない』（おんなはそれをゆるさない、Women won't allow it.）は、2014年10月21日から12月23日まで毎週火曜日22時 - 22時54分に、TBSテレビ系「火曜ドラマ」枠で放送された日本のテレビドラマ。
主演は深田恭子と寺島しのぶ。寺島が民放の連続ドラマに出演するのは6年ぶりになる。
ドラマの放送に先駆けて、幻冬舎文庫からドラマで放送されないオリジナルエピソードやドラマと結末が異なるエピソードが収録された書き下ろし小説が刊行された。

## あらすじ
あらすじはエピソードリストを参照。
岩崎麗は、初めて弁護士として請け負った事件の裁判で、自らのミスで依頼人を傷つけてしまい、自らも失望し弁護士を辞する。麗は「弁護士に向いていない」と強く思い、人助けとはまったく縁がない他のアルバイトをして食いつなぐ。自らは弁護士になるまでに400万円もの借金を抱え、人生や仕事に生きがいを感じない日々を送る。しかし、麗には物事を先入観なく「白紙から見る」という才能を持っていた。
その一方、大手弁護士事務所に所属する海老沢凛香は、高級マンションに住み、高級ブランドを好むというセレブで、「勝たなければ意味がない」と様々な強引な手法を使って、裁判の勝訴へと導いてきた。しかし、ある案件での強引な手段が災いしその事務所を解雇されてしまい、弁護士会も退会したことによって、法廷にも立てなくなってしまった。弁護士としての手腕が豊富な凛香はあるひょんなことで知り合った麗が弁護士の資格を持っていることに注目し、麗を思い通りにコントロールすることによって、凛香自らの弁護士資格の復帰を目指そうと奮闘する。 

## キャスト

### 主要人物
岩崎 麗（いわさき うらら）〈31〉
演 - 深田恭子（少女期：今瀬葵）
弁護士だった父の影響で同じく弁護士の資格を取るも、法廷で逃げだしてしまって以来、事務所を辞め弁護士の資格から遠ざかっていた。今は派遣等の仕事をしながらロースクールに掛った費用を返済しているが、弁護士資格はそのままの為、父親の死を期に再び司法の世界に戻る決意をし、業界最大手・セイント法律事務所に応募するものの、面接官の凛香にあっさりと落とされてしまう。しかし、弁護士会から脱退して弁護士活動ができなくなった凛香の指示で動く手駒として、無理矢理コンビを組むことになる。
内気な性格で、人に対して強くものを言うことはできないが、「ゼロベース」でものを考えられる。
凛香とは正反対の性格で、戸惑うことも多い上かつての失敗以来、法廷に立てられなくなってしまっているが、人とは違った目線で人の為になる様な弁護士を目指す。
海老沢 凛香（えびさわ りんか）〈41〉
演 - 寺島しのぶ
大手弁護士事務所「セイント法律事務所」で企業訴訟を得意とする敏腕弁護士。ひたすら勝ちに拘り、ややグレイと思われるような手段でも勝利の為ならいとわない。その強引な手法に眉をひそめるものも多いが、社内ではその手腕に誰も逆らえない。しかし、思いがけない嫌疑をかけられ、弁明の機会も与えられず「クビになるくらいなら自分から辞めてやる!」と、事務所はおろか弁護士会まで辞めてしまったことで弁護士資格を失う。
別の弁護士会に所属する為に紹介者が二人必要にもかかわらず、弁護士仲間からは一斉にそっぽを向かれてしまい、大学時の先輩・忠守藤次郎を訪ねるも、「有資格者と組んで依頼主から「ありがとう」と10回言われたら紹介者になる」と条件を付けられ、面接で落とした麗を利用することを思いつく。

### 忠守法律事務所
忠守 藤次郎（ただもり とうじろう）〈46〉
演 - 上川隆也
滝口 泰輔（たきぐち たいすけ）〈25〉
演 - 溝端淳平
桑元 舞子（くわもと まいこ）〈53〉
演 - 山野海

### セイント法律事務所
児玉 義勝（こだま よしかつ）〈52〉
演 - 竹中直人
葛城 雄二（かつらぎ ゆうじ）〈49〉
演 - 加藤雅也
工藤 誠司（くどう せいじ）〈35〉
演 - 吉沢悠

### 麗の事件関係者
三上 浩子 → 山中 浩子〈34〉
演 - 紺野まひる
三上 淳〈35〉
演 - 増田修一朗
三上 知香 → 山中 知香〈10〉
演 - 久家心
岡島 健吾
演 - 鈴木勝大

### バーカタストロフ
蝶野 薫（ちょうの かおる）〈50〉
演 - 松重豊
リョウ
演 - 春輝

### その他
岩崎 昭夫
演 - 山中聡

### ゲスト
キャスト名横の表記は出演回。
第1話
- 野田 さやか〈33〉（マタニティハラスメント被害者） - 中越典子
- 三枝 百合子〈43〉（さやかの直属の上司） - 清水美沙
- 伊藤 正樹（元セイント法律事務所所長） - 佐々木勝彦
- 篠田 秀雄（ナナフーズ取締役） - 三浦浩一
- 佐々木（ナナフーズ顧問弁護士） - 小須田康人
- ナナフーズ社長 - 児玉頼信
- 細谷（ナナフーズ人事部部長） - 中脇樹人
- 恵美子（麗の友人） - 山本真由美
- 幸子（麗の友人） - 折井あゆみ

第2話
- 池田 志帆〈35〉（婚活サイト詐欺被害者） - 滝沢沙織
- 根岸 清美〈68〉（代理見合い利用者） - 茅島成美
- 鈴木 渉 / 柴崎 篤〈39〉（志帆の婚約者） - 三浦誠己
- 高橋 源介〈70〉（代理見合い利用者） - 森下哲夫
- 島（陽和ハウジング担当弁護士） - 並樹史朗
- 城之内（検事・凛香の知合い） - 本多章一（第5話）
- 若林 慎司（陽和ハウジング社長） - 大西武志
- 森本 淳史（陽和ハウジング担当司法書士） - 若杉宏二
- 根岸 菜々子〈38〉（清美の娘） - 小澤美和
- 高橋 俊夫〈48〉（源介の息子） - 千葉ペイトン

第3話
- 水野 早苗〈23〉（痴漢事件被害者） - 小林涼子
- 佐々木 利幸〈37〉（痴漢事件被疑者） - 岡部たかし
- 桑田 トオル〈20〉（自転車事故加害者） - 小林ユウキチ
- 大原 雄二（自転車事故被害者） - 多田木亮佑
- 中野 伸司（痴漢事件目撃者） - 阿部翔平
- 杉山（佐々木の代理人） - 平野貴大
- 高瀬（大原の代理人） - 佐藤裕
- 水野 靖子（早苗の母） - 中田優子

第4話
- 横森 紗英〈34〉（茂の妻） - 酒井若菜
- 横森 茂〈36〉（紗英の夫・司法浪人） - 山中崇
- 裁判長 - 菅原大吉
- 佐山（レストラン店長） - 熊木聡一

第5話
- 上野 祐作（ゆかり園所長） - 岸博之
- 林田 崇（品川中央児童相談所職員） - 本間剛
- 田村 竜二 - 大下源一郎

第6話
- 高橋 真奈美〈25〉（ストーカー被害者・子供服メーカー社員） - 佐津川愛美
- 小沢 理恵子（滝口の同期修習生） - 中別府葵
- 秋山 雄太（滝口の同期修習生） - 石井智也
- 植野 秀雄〈40〉（高橋の上司） - 住田隆
- 安田 隆史〈30〉（高橋のストーカー） - 清水優

第7話
- 神谷 菜津子〈41〉（凛香の大学時代からのライバル・一郎の代理人） - 高岡早紀
- 三沢 麻子〈42〉（真由の母） - 伊藤裕子
- 徳永 里美〈46〉（理菜の母） - 宮本裕子
- 聖子（凛香の友人） - 西川史子
- 塚田 まどか（つかだ屋経営者） - 菜葉菜
- 塚田 一郎（まどかの兄） - 宇野祥平
- 山本 鈴代（香奈恵の母） - 宮澤美保
- 三沢 真由〈14〉（聖ベルダ女子学園チアリーディング部部員） - 葵わかな
- 楢崎 憲吾（聖ベルダ女子学園校長） - 加藤満
- 徳永 理菜〈14〉（真由の同部員） - 原舞歌
- 山本 香奈恵（真由の同部員） - 小松崎夕楠

第8話
- 小坂 貴宏〈41〉（蝶野の友人・末期がん患者） - 髙橋洋
- 小坂 俊彦〈40〉（小坂の婚約者・ゲイバーオーナー） - KABA.ちゃん
- 小坂 恒吉（小坂の父・資産家） - 黒部進
- 白木 陽三（小坂父側の代理人） - 須賀貴匡
- ジョン（ゲイバー店員） - 前田健
- ロドリゲス（ゲイバー店員） - ブルボンヌ
- 瀬戸 弘子（俊彦の前夫の母） - 五月晴子
- 山科（小坂家の挙式担当者） - 難波圭一
- 桑畠 美保（城徳医科大学病院元研修医・工藤の元彼女） - 平田薫
- 和田（城徳医科大学病院外科部長） - 福井晋
- 野村 涼子〈33〉（浪島運送トラック事故遺族会） - 安達祐実（第9話 - 第10話）
- 岡田 哲平〈45〉（浪島運送トラック事故遺族会） - 三又又三（第9話 - 第10話）
- 小橋 アキラ〈28〉（浪島運送トラック事故遺族会） - 川野直輝（第9話 - 第10話）

第9話 - 第10話
- 平田 真由美（平田の妻） - 原田佳奈
- 平田（小林） 正人（浪島運送トラック事故加害者・事故死） - 和泉崇司
- 岡田の妻 - 歌川椎子
- 小橋の妻 - 中島愛里
- 南さん（平田の知人） - 関えつ子
- 裁判長 - 井上肇
- 野村 健太（浪島運送トラック事故被害者・野村の息子） - 橋本智哉
- 西島（平田の同僚運転手・浪島運送トラック事故裁判の証人） - 渋谷謙人（第9話）
- 武藤（浪島運送会計担当税理士） - 松永博史（第9話）
- 広瀬（浪島運送元運転手） - 吉田ウーロン太（第9話）
- 記者 - 清水伸（第10話）

## スタッフ
- 脚本 - 高橋泉、清水友佳子、渡辺啓、千葉美鈴
- 音楽 - 遠藤浩二
- 演出 - 滝本憲吾、竹村謙太郎、酒井聖博、青山貴洋
- 主題歌 - いきものがかり「GOLDEN GIRL」（エピックレコードジャパン）[8]
- 脚本協力 - 大林利江子
- 演出補 - 青山貴洋、大内舞子
- タイトルバック - 松井夢壮
- 法律監修 - 新橋共同法律事務所、久島和夫、細谷裕美、岡部美香
- 法律指導 - 高島総合法律事務所、高島秀行
- 手品指導 - 水嶋佑
- アクション指導 - 佐藤幹
- 編成 - 高山暢比古
- 編成プロデューサー - 橋本孝
- チーフプロデューサー - 加藤章一
- プロデューサー - 浅野敦也、松本桂子
- プロデューサー補 - 高野英治、大高さえ子
- 製作 - ドリマックス、TBS[9]

## エピソードリスト
| 話数   | サブタイトル                                            | 放送日   | 脚本              | 演出       | 視聴率 | 備考                       |
| ------ | ------------------------------------------------------- | -------- | ----------------- | ---------- | ------ | -------------------------- |
| 第1話  | 最強弁護士タッグが悩む女性たちを救う! オンナの敵を成敗! | 10月21日 | 高橋泉 清水友佳子 | 滝本憲吾   | 7.0%   | 15分拡大 （22:00 - 23:09） |
|        |                                                         |          |                   |            |        |                            |
| 第2話  | 2600万円婚活サギ!! 驚愕の秘策で大逆転                   | 10月28日 | 高橋泉 千葉美鈴   | 竹村謙太郎 | 6.2%   |                            |
|        |                                                         |          |                   |            |        |                            |
| 第3話  | 痴漢されたOL…逆慰謝料2000万のワナ                       | 11月04日 | 渡辺啓            | 酒井聖博   | 5.6%   |                            |
|        |                                                         |          |                   |            |        |                            |
| 第4話  | 離婚裁判…別れたい妻VSしがみつく夫!                      | 11月11日 | 高橋泉            | 滝本憲吾   | 7.1%   |                            |
|        |                                                         |          |                   |            |        |                            |
| 第5話  | 母を訴えます! 10歳少女…涙の感動結末                     | 11月18日 | 清水友佳子        | 竹村謙太郎 | 4.9%   | 25分遅れ （22:25 - 23:19） |
|        |                                                         |          |                   |            |        |                            |
| 第6話  | ストーカー被害者の悲痛! 驚愕の真実…                     | 11月25日 | 渡辺啓            | 酒井聖博   | 6.3%   |                            |
|        |                                                         |          |                   |            |        |                            |
| 第7話  | 退学強要!? セレブ学園ママカースト地獄                   | 12月02日 | 清水友佳子 高橋泉 | 滝本憲吾   | 5.2%   |                            |
|        |                                                         |          |                   |            |        |                            |
| 第8話  | ゲイカップルの結婚式? 切ない愛の結末                    | 12月09日 | 千葉美鈴          | 青山貴洋   | 7.3%   |                            |
|        |                                                         |          |                   |            |        |                            |
| 第9話  | 児童5人らトラック事故! 遺族会の叫び                     | 12月16日 | 渡辺啓            | 酒井聖博   | 6.0%   |                            |
|        |                                                         |          |                   |            |        |                            |
| 最終話 | 最後の対決! 子を失った親達の救いとは                    | 12月23日 | 高橋泉            | 滝本憲吾   | 5.8%   |                            |
|        |                                                         |          |                   |            |        |                            |

平均視聴率 6.2%（視聴率は関東地区、ビデオリサーチ社調べ）

## 関連商品
- 書き下ろし小説：渡宮真利子著、幻冬舎文庫、2014年10月15日、ISBN 9784344422728[3]